# 康資王
康資王（やすすけおう、長久2年（1041年）? - 寛治4年9月20日（1090年10月15日））は、平安時代中期から後期にかけての皇族。花山天皇の曾孫。神祇伯・延信王の子。官位は従四位上・神祇伯。

## 経歴
花山天皇の曾孫にあたる三世の臣下として生まれる。しかし、後冷泉朝の天喜4年（1056年）既に薨去していた祖父・清仁親王の子に擬せられて、二世王待遇の蔭位により従四位下に直叙される。天喜6年（1058年）右京権大夫に任ぜられると、康平2年（1059年）神祇伯に遷った。
堀河朝の寛治4年（1090年）9月20日卒去。享年50。

## 官歴
- 天喜4年（1056年） 正月5日：従四位下（直叙）[2]
- 天喜6年（1058年） 7月30日：右京権大夫[2]
- 康平2年（1059年） 10月22日：神祇伯[3]
- 時期不詳：従四位上[3]
- 寛治4年（1090年） 9月20日：卒去[4]

## 系譜
『尊卑分脈』による。
- 父：延信王
- 母：四条宮筑前（高階成順（乗蓮）の娘） - のち藤原基房室
- 妻：藤原隆方の娘
  - 男子：源顕康
  - 男子：顕資王
- 生母不詳の子女
  - 女子：源仁子（?-1126）[5] - 典侍